# Pathé News
Pathé News a fost un producător de jurnale de actualități și documentare din 1910 până în 1970 în Regatul Unit. Fondatorul său, Charles Pathé, a fost un pionier al imaginilor în mișcare în era tăcută. Arhiva Pathé News este cunoscută astăzi sub numele de British Pathé. Colecția sa de filme și filme de știri este complet digitalizată și disponibilă online.